# Edo Evers
Edo Evers war ein Orgelbaumeister des 17. Jahrhunderts, der in der niederländisch-deutschen Grenzregion um den Dollart wirkte. Seine wertvolle Orgel in Osteel (1619) ist die besterhaltene Renaissanceorgel Norddeutschlands. Von seinem Instrument in Norden sind noch acht Register erhalten geblieben.

## Leben
Evers Lebensdaten und Hintergrund sind unbekannt. Er stammt wahrscheinlich aus Groningen und ging bei Marten de Mare († 1612), Sohn von Andreas de Mare, in die Lehre. Neben seiner Tätigkeit im Groningerland wirkte er nachweislich in den Jahren 1616–1630 als Orgelbauer in Ostfriesland. Zeitweise wohnte er in Emden und Jever. 1627 wird im niederländischen Noordbroek ein Orgelbauer „aus Marienhafe“ bezahlt, der mit Evers identifiziert werden könnte.

## Werke
| Jahr      | Ort      | Kirche                   | Bild | Manuale | Register | Bemerkungen |
| --------- | -------- | ------------------------ | ---- | ------- | -------- | --- |
| 1616–1618 | Norden   | Ludgerikirche, Chororgel |      | III/p   | 18       | Evers verwendete einige Register der Vorgängerorgel von de Mare für sein eigenes Werk. Als Arp Schnitger gegen Ende des 17. Jahrhunderts eine neue Orgel (III/P/46) auf einer neuen Empor schuf, integrierte er acht Register von Evers, die heute noch erhalten sind. → Orgel der Ludgerikirche (Norden) |
| 1619      | Osteel   | Warnfried-Kirche         |      | II/p    | 13       | Als Evers den Auftrag für eine neue Orgel in Osteel erhielt, verwendete er Teile des Gehäuses und einige Register aus der alten Norder de-Mare-Orgel. Sie ist weitgehend original erhalten und damit die zweitälteste Orgel in Ostfriesland. Nach der Renovierung durch Jürgen Ahrend (1994–1995) erklingt sie wieder in der ursprünglichen Klangpracht mit ihren kräftigen und farbigen Registern. → Orgel der Warnfried-Kirche (Osteel) |
| 1622      | Oldersum | Oldersumer Kirche        |      |         |          | Bau durch Evers möglich, aber nicht gesichert; Orgel befand sich bis 1796 wahrscheinlich auf einer Schwalbennestempore der Nordwand. |

Reparaturen an ostfriesischen und Groninger Orgeln sind von Evers in Riepe (1619), Noordbroek (?) (1619), Zuidbroek (1624), Bingum (um 1625), Bunde (1625–1626), Stapelmoor (1626) und in der Großen Kirche in Emden (1629–1630) nachgewiesen.